# Daniel Owen
Pour les articles homonymes, voir Owen.
Daniel Owen, né le 20 octobre 1836 et mort le 22 octobre 1895, est un romancier gallois, généralement considéré comme le premier romancier gallois du XIXe siècle, et le premier romancier important à écrire en gallois.

## Jeunesse
Daniel Owen naît à Mold (Yr Wyddgrug), Flintshire, il est le plus jeune des six enfants d'une famille ouvrière. Son père, Robert Owen, est mineur de charbon, tandis que sa mère fait partie de la famille de Thomas Edwards, un poète et écrivain. Son père et ses deux frères, James et Robert, meurts le 10 mai 1837 dans un accident minier, lorsque la mine Argoed est inondée. La perte a de lourdes conséquences pour la famille, qui reste dans la pauvreté. Owen ne reçoit pas d'éducation formelle, reconnait sa dette envers son École du dimanche.
À l'âge de 12 ans, Owen est l'apprenti d'un tailleur, Ange Jones, un Aîné de l'Église méthodiste calviniste. Owen décrit son apprentissage comme une « sorte de collège » et commence à écrire de la poésie après avoir été influencé par l'un de ses collègues. Owen trouve à l'atelier de couture des occasions de discuter et d' argumenter sur des sujets avec les travailleurs et les clients.

## Premiers écrits
Owen commence à écrire de la poésie sous le pseudonyme de Glaslwyn, présentant son travail dans une eisteddfodau locale et réussissant à publier quelques articles. Sa première œuvre importante en gallois est une traduction du roman de Timothy Shay ArthurTen Nights in a Bar-Room and What I Saw There. Sa traduction est publiée dans un bimensuel appelé Charles o'r Bala. Owen se forme ensuite sans succès pour le ministère de son église, prêchant à partir de 1860. Il s'inscrit au Bala Theological College en 1865, mais ne réussit pas à terminer la formation. De 1867 jusqu'à la fin de sa vie, il travaille comme tailleur à Mold, prêchant le dimanche jusqu'à ce que la maladie l'en empêche.
Par la suite, son mentor, Roger Edwards, lui suggère de s'essayer à l'écriture. La première tentative de fiction d'Owen est une nouvelle, "Cymeriadau Methodistaidd" ("Personnages méthodistes") sur l'élection des anciens de la chapelle. Son succès modeste conduit Edwards à l'encourager à se lancer dans son premier roman, Y Dreflan, qui décrit une version fictive de Mold.

## Travail mature
Bien que Y Dreflan soit populaire en son temps, la réputation d'Owen repose principalement sur ses trois romans ultérieurs, en particulier Rhys Lewis et de sa suite, Enoch Huws. Il y explore à nouveau une version fictive de Mold et de sa culture méthodiste de chapelle, mêlant comédie, satire et introspection psychologique. Son travail est parfois comparé à celui de Charles Dickens, qui a probablement exercé une influence, bien que le travail d'Owen s'appuie uniquement sur sa propre culture galloise et ses origines dans les chapelles.

## Liste des œuvres
- Y Dreflan (1881)
- Rhys Lewis (1885)
- Enoch Huws (1891)
- Gwen Tomos (1894)
- Straeon y Pentan (nouvelles) (1895)

## Héritage
Bien qu'il ne soit pas le premier à écrire des romans en gallois, Owen est le premier romancier de langue galloise dont les œuvres sont encore largement lues. On lui attribue le début de la tradition de l'écriture de romans en gallois. Il a influencé de nombreux auteurs de fiction ultérieurs, tels que Kate Roberts et T. Rowland Hughes.
Ses romans Rhys Lewis et Enoch Huws sont tous deux publiés à titre posthume dans le journal hebdomadaire en langue galloise, Y Cymro.
Owen est commémoré à Mold, par une statue et le nom d'un centre commercial et culturel. Il donne également son nom au Daniel Owen Memorial Prize (Gwobr Goffa Daniel Owen), décerné au National Eisteddfod pour le meilleur roman inédit d'au moins 50 000 mots avec une histoire marquante. Le prix est décerné depuis 1978, mais si aucune des candidatures n'a été jugée de qualité suffisante, le prix n'est pas remis. Mold organise également un festival culturel annuel centré sur la vie et l'œuvre de Daniel Owen, appelé le Daniel Owen Festival .

## Crédit d'auteurs
- (en) Cet article est partiellement ou en totalité issu de l’article de Wikipédia en anglais intitulé « Daniel Owen » (voir la liste des auteurs).